# UK Coal
UK Coal Production Ltd (wcześniej UK Coal plc) – brytyjskie przedsiębiorstwo górnicze działające w latach 1974–2015.
UK Coal zatrudniało 3100 pracowników i było największym tego typu przedsiębiorstwem w Wielkiej Brytanii. W 2005 r. wydobyło 10 milionów ton węgla, zarówno z kopalni podziemnych, jak i odkrywkowych. Z wydobytego węgla wytwarzane było 7% brytyjskiej energii elektrycznej.